# 本田奈々美
本田 奈々美（ほんだ ななみ、1989年）は、日本のAV女優。現役のチアリーダー。

## 作品

### アダルトビデオ
2011年
- 素人ですが、お願いします。 三人目 (プレステージ、2011年4月5日)
- 突撃！！女子のお宅に、おじゃまします。 issue.07 (プレステージ、2011年4月5日)
- 現役チアリーダー 妹系アスリート本田奈々美デビュー ハニカミ筋肉少女 (ナチュラルハイ、2011年4月7日)
- おはズボッ！ 私のアソコ、いやらしい音して超恥ずかしい！フェロモン過剰、エッチな極嬢素人スペシャル（アテナ映像、2011年5月11日）
- みるスポ！ 本田奈々美 (みるきぃぷりん、2011年5月19日)
- スパッツ尻コキ（Fetishist/妄想族、2011年7月1日）
- 現役チアリーダー 妹系アスリート本田奈々美 第2弾 ハニカミ筋肉少女の鍛えられた尻 (ナチュラルハイ、2011年7月7日)
- テラちんぽ 本田奈々美 (みるきぃぷりん、2011年7月7日)
- アスリートマニア16 ～競泳編～ (ミル、2011年7月22日)
- こんでんすみるきぃ 体育編（2011年8月19日、みるきぃぷりん）
- 援交 転校生 ななみ（2011年9月9日、アップス）
- 筋肉美少女 恥らうマッスルボディ21歳 本田奈々美（2011年9月19日、ドグマ）
- 超軟体の現役チアガール! 名門○○体育大所属の筋肉美少女!（2011年9月22日、ディープス）
- 淫尻授業 本田奈々美（2011年9月26日、実録出版）
- TOKYO GIRLS（2011年11月14日、アップス）
- 【可愛い】本田奈々美！【筋肉美少女】（2011年10月19日、みるきぃぷりん♪）